# Moyoketen
Moyoketen is een bestuurslaag in het regentschap Tulungagung van de provincie Oost-Java, Indonesië. Moyoketen telt 3239 inwoners (volkstelling 2010).